# Pablo Aragüés
Pour les articles homonymes, voir Aragüés.
Pablo Aragüés est un réalisateur, scénariste, monteur et producteur espagnol, né le 25 février 1982 à Saragosse.

## Biographie
Il fait des études en publicité et en relations publiques à l'université complutense de Madrid.
Il aborde le cinéma par la réalisation de publicités.
Son film le plus connu est le court métrage Perceval (2007), film qui narre, sur fond heavy metal, la recherche du Saint Graal par les Chevaliers de la Table Ronde. Le rôle du Roi Arthur y est incarné par le chanteur anglo-saxon de heavy metal Biff Byford, dont l'une des chansons est incluse dans la bande originale du film. Le court métrage a été sélectionné dans de nombreux festivals internationaux.

## Filmographie
| année | titre                               | réalisateur | scénariste | monteur | producteur | notes         |
| ----- | ----------------------------------- | ----------- | ---------- | ------- | ---------- | ------------- |
| 2001  | Rodaje perfecto                     | Oui         | Oui        |         |            | court-métrage |
| 2001  | Jinetes en la tormenta              | Oui         | Oui        |         |            | court-métrage |
| 2005  | Huida a toca teja                   | Oui         | Oui        | Oui     | Oui        | court-métrage |
| 2007  | Perceval                            | Oui         | Oui        |         |            | court-métrage |
| 2009  | The Five Deaths of Ibrahim Gonsález | Oui         | Oui        | Oui     | Oui        | court-métrage |
| 2010  | Luz                                 | Oui         | Oui        | Oui     | Oui        | court-métrage |
| 2011  | Road to Wacken                      | Oui         | Oui        | Oui     | Oui        | long-métrage  |
| 2011  | Only Guilt Pulls More Triggers      | Oui         | Oui        | Oui     | Oui        | court-métrage |
| 2013  | Vigilo el camino                    | Oui         | Oui        | Oui     | Oui        | long-métrage  |
| 2015  | Novatos                             | Oui         | Oui        | Oui     |            | long-métrage  |